# Harpia wielka
Harpia wielka (Harpia harpyja) – gatunek dużego ptaka drapieżnego z rodziny jastrzębiowatych (Accipitridae); jedyny przedstawiciel rodzaju Harpia. Zamieszkuje lasy tropikalne w Ameryce Południowej i Środkowej, od południowego Meksyku do północnej Argentyny.

## Taksonomia
Po raz pierwszy zgodnie z zasadami nazewnictwa binominalnego gatunek ten opisał Karol Linneusz w 1758 roku w 10. wydaniu Systema Naturae. Holotyp pochodził z Meksyku. Autor nadał gatunkowi nazwę Vultur Harpyja. Obecnie (2020) Międzynarodowy Komitet Ornitologiczny (IOC) umieszcza harpię wielką w monotypowym rodzaju Harpia. Autorem tego rodzaju jest Louis Jean Pierre Vieillot. Nie wyróżnia się podgatunków. Prawdopodobnie jedynym blisko spokrewnionym z harpią wielką gatunkiem jest harpia gujańska (Morphnus guianensis), badane sekwencje DNA u przedstawicieli obydwu gatunków były w blisko 91% identyczne. Badany był kariotyp harpii; u przedstawicieli tego gatunku 2n=58.

## Morfologia
Długość ciała wynosi 89–105 cm, masa ciała samców 4000–4800 g, samic 6000–9000 g; rozpiętość skrzydeł 176–201 cm (według innego źródła 183–224 cm). Szpony harpii osiągają długość do 12,5 cm. Choć samice są większe od samców, wymiary w literaturze rzadko podawane są odrębnie w zależności od płci ptaka. Harpie są masywnymi, dużymi jastrzębiowatymi. Ich dzioby barwy czarnej są silnie hakowato zagięte na końcu. Woskówka również jest czarna, ewentualnie czarniawa. Na środkowej części ciemienia znajduje się rozdwojony czub. Skrzydła są szerokie i zaokrąglone. Ogon stosunkowo długi; sterówki szare, pokryte poprzecznymi, czarnymi pasami. Głowa i szyja szare, wierzch ciała ciemnoszary. Na piersi dostrzec można szeroką, czarną przepaskę. Niższa część piersi i brzuch białe. Osobniki młodociane są jasnoszaro-białe; dorosłe upierzenie osiągają po kilku latach. Skok mocny, barwy żółtej. Tęczówka szara lub brązowa.

## Zasięg występowania
Zasięg występowania harpii wielkiej rozciąga się od południowego Meksyku (od południowego Veracruz, Oaxaca, Tabasco po Chiapas i, prawdopodobnie, Campeche) przez Amerykę Centralną po Kolumbię i Ekwador, dalej na wschód poprzez Wenezuelę po region Gujana i na południe przez Peru, Boliwię (na zachód po La Paz i Pando), Paragwaj i Brazylię po skrajnie północno-wschodnią Argentynę (Misiones).
Gatunek wytępiony został w części swojego zasięgu, głównie w środkowej i północnej części Ameryki Centralnej. Podejrzewano również wymarcie w Rio Grande do Sul, jednak w środku lat 90. XX wieku pojawiły się doniesienia, jakoby ptaki z południowego Mata Atlântica (lasu atlantyckiego) miały migrować. W Belize między 1980 a 2000 rokiem dokonano jedynie pięciu pewnych obserwacji; w tym kraju gatunek uchodzi za krytycznie zagrożony. W 2010 odkryto tam gniazdo harpii. W sąsiedniej Gwatemali bardzo nieliczne. W Kostaryce niegdyś były to ptaki bardzo liczne, pod koniec lat 80. XX wieku według Stilesa i Skutcha mogły być już wymarłe. W latach późniejszych pojawiły się bardzo nieliczne doniesienia.

## Ekologia i zachowanie
Harpie wielkie zamieszkują nizinne lasy tropikalne; przeważnie odnotowywane są poniżej 800 m n.p.m., jednak jedna obserwacja w Kolumbii miała miejsce na wysokości 1600 m n.p.m. Według innego źródła spotykane są do około 2000 m n.p.m. Zamieszkują także lasy galeriowe. Zdają się móc przeżywać w izolowanych połaciach dziewiczych lasów, częściowo poddawanego wycince lasu oraz, przynajmniej tymczasowo, w zaroślach wtórnych z nielicznymi wybijającymi się ponad roślinność drzewami. Rzadko wznoszą się ponad korony drzew, nieczęsto widuje się je nad otwartymi przestrzeniami. Nie są specjalnie nieufne, jednak mimo swoich rozmiarów mało rzucają się w oczy. Według jednego z badań (wyniki opublikowano z 2015 roku), w którym poddano także przeglądowi dotychczasowe wyniki, około 50% pokarmu harpii wielkich stanowią leniwce. 20% ofiar stanowią zaś naczelne, w tym duże małpy, jak wyjce (Alouatta) oraz kapucynki Sapajus i Cebus. Podczas tego badania jako 4. najważniejszą zdobycz odnotowano ursonowate – igłozwierze (Sphiggurus) oraz koendu (Coendou); stanowiły 5% zarówno zdobyczy, jak i spożywanej biomasy. Do pozostałej, znacznie rzadszej zdobyczy zaliczają się m.in. ostronosy (Nasua), kinkażu żółte (Potos flavus), ptaki (przeważnie ary) czy dydelfy (Didelphis).

### Lęgi
W latach 1980–1992 odnotowano blisko 113 gniazd, z czego 52 w Panamie. Współcześnie zbadano jednak rozród w całej rozciągłości zasięgu, po Argentynę. Okres lęgowy zmienny w zależności od regionu występowania. Gniazdo ma formę dużej platformy gałęzi z płytkim zagłębieniem pośrodku. Ulokowane jest wysoko w koronie drzewa, w jego budowie uczestniczą oba ptaki z pary. Przeważnie umieszczone jest na drzewie wznoszącym się ponad korony innych drzew, często jest to puchowiec (Ceiba). Gniazda badane w Gujanie i Brazylii ulokowane były 33–41 m nad ziemią, zaś 5 gniazd z Peru mieściło się 21–27 m nad ziemią. Zniesienie liczy 1–2 jaja; ich skorupka jest matowobiała, zwykle od gniazda pokrywają je brązowawe plamy. W przypadku, gdy złożone zostały dwa jaja, tylko jedno pisklę dożywa opierzenia. Inkubacja trwa blisko 56 dni, jedno z badanych młodych opierzyło się w pełni po 141–148 dniach życia.

## Status i zagrożenia
IUCN od 2021 roku uznaje harpię wielką  za gatunek narażony na wyginięcie (VU, Vulnerable). Wcześniej klasyfikowano ją jako gatunek bliski zagrożenia (NT, Near Threatened). Liczebność światowej populacji wstępnie szacuje się na 100–250 tysięcy dorosłych osobników. Gatunek występujący na rozległym obszarze, ale stosunkowo rozproszony, rzadki oraz powoli się mnożący, przez co jest szczególnie wrażliwy na odstrzał. Liczebność spada wskutek niszczenia jego naturalnego środowiska (wyrąb lasów), polowań, kłusownictwa i prześladowań przez ludzi. Dodatkową przyczyną śmiertelności są zderzenia z liniami elektroenergetycznymi. Pod ścisłą ochroną. Aby ocalić harpię, w Panamie uznano ją w 2002 roku za symbol tego kraju i surowo karze się kłusownictwo. Harpie wielkie cechuje wysokie zróżnicowanie genetyczne, co jest korzystne dla ich przetrwania.
Harpia widnieje na herbie Panamy oraz brazylijskiego stanu Paraná. W herbie Mato Grosso widoczny jest feniks, który dzięki swojemu czubowi przypomina harpię.